# Marmosops fuscatus
Мрки витки опосум или мрачни витки опосум (Marmosops fuscatus) је врста сисара из породице опосума (Didelphidae) и истоименог реда (Didelphimorphia).

## Распрострањење
Врста је присутна у Венецуели, Колумбији и Тринидаду и Тобагу.

## Станиште
Мрки витки опосум има станиште на копну.

## Начин живота
Исхрана мрког витког опосума укључује инсекте.

## Угроженост
Подаци о распрострањености ове врсте су недовољни.

### Популациони тренд
Популација ове врсте се смањује, судећи по расположивим подацима.